# Cartas Españolas
Cartas Españolas fue una revista editada en Madrid entre 1831 y 1832.

## Historia
Su título completo era Cartas españolas, ó sea revista histórica, científica, teatral, artística, crítica y literaria. Publicadas con Real Permiso, y dedicadas á la Reina Nuestra Señora, por D. José María de Carnerero.
Su publicación se inició el 26 de marzo de 1831. Concluyeron con el cuaderno 76, correspondiente al 1 de noviembre de 1832, constando la colección de seis tomos. Se publicaron en principio en cuadernos de 24 páginas, que se repartían mensualmente tres por lo menos. Desde el 5 de enero de 1832 empezaron a salir los jueves de cada semana. El tomo I comprendería 241 páginas, el II 298, el III 382, el IV 398, el V 366 y el VI 539. El cese de publicación se habría debido a una «falta de suscriptores». En ella se publicó «Los tesoros de la Alhambra», un relato fantástico de Serafín Estébanez Calderón.
La publicación, que ha llegado a ser considerada como «una de las mejores revistas de la época y la mejor editada hasta el momento», fue descrita en su momento por Eugenio Hartzenbusch e Hiriart como «notable en su tiempo, literaria y tipográficamente considerada».